# Blog d'entreprise
Un blog d'entreprise est un blog géré et administré par une entreprise, à toutes fins utiles pour le bon fonctionnement de l'entreprise : marketing et communication, commercial, politique RH ou sponsoring.

## Types
Il existe deux types de blogs d'entreprise: les blogs externes et les blogs internes.
- Les blogs internes permettent d'établir de nouveaux canaux de communication au sein d'une entreprise. Accessibles depuis l'Intranet de l'entreprise, ils sont réservés aux salariés de l'entreprise. Animé par des managers ou des salariés, un blog interne permet d'échanger des informations parfois diffuses, d'instaurer un nouveau mode de collaboration, de réduire la volumétrie de emails. Des entreprises comme IBM et Google aux États-Unis, ou Dassault Systèmes en France, ont déjà lancé de telles expériences.

- Les blogs externes sont accessibles depuis l'Internet, et servent des enjeux de communication externe : diffusion d'informations sur les produits ou les services commercialisés par l'entreprise, point de vue du CEO ou simple sponsoring d'actions de prestige, il existe de nombreuses variétés de blogs d'entreprise.

## Bénéfices
Une entreprise peut tirer de nombreux avantages de la mise en place d'un blog. 
- En termes de communication, le blog instaure un dialogue bidirectionnel entre l'entreprise et ses clients.
- En termes d'image, un blog permet de rajeunir l'image d'une entreprise, de la positionner avantageusement comme un acteur impliqué du Web 2.0
- En termes de référencement, un blog externe bénéficie en général d'un positionnement de meilleure qualité que celui du site web de l'entreprise, du fait des mécanismes mis en jeu sur un blog (renommage d'URL, dynamicité, mises à jour régulières, rétroliens)

Selon une étude réalisée en 2018, les blogs d'entreprise sont plus consultés que les livres blancs, les tutoriels ou les webinars.

## Exemples
15,8 % des entreprises du classement Fortune 500 ont un blog d'entreprise. Tous les secteurs sont représentés: de l'hotellerie-tourisme à la technologie, de l'Internet au transport aérien, de la sidérurgie à la grande distribution.
Les blogs sont par ailleurs un outil de communication privilégié pour les start-ups et entreprises de la nouvelle économie, permettant une présence améliorée auprès des clients.